# 袁犀
袁犀（えん さい、1919年 - 1979年）は、中国の作家・小説家。 本名は郝維廉。袁犀は筆名。他に李克異などの筆名もある。 遼寧省瀋陽市の出身。 袁犀は青年時代北京に流亡し、中国共産党の地下活動に参加すると同時に創作活動を始めた。袁犀の小説は中国東北部の淪陥区（日本軍占領地域）における人々の生活を反映しており、当時多大な影響があった。

## 経歴

### 生い立ち（出生〜中学時代）
1919年遼寧省瀋陽市に出生する。維廉（克異）は五、六歳の頃より私塾に通い、啓蒙教育を受ける。性格は寡黙で、本好きであった。七歳のとき奉天省立第一小学校に入学する。奉直戦争の奉天派の勝利に伴い、父が北平大元帥府上校副官に任命され、維廉は母と共に移住し、関内の小学校に移る。北伐後、父と共に瀋陽に戻り、奉天省立第三小学校に就学する。小学校時代の成績は常に優秀であり、低学年から高学年までの成績は毎回トップであったと言われる。この頃から、読書に没頭し、当時流行していた文学週刊誌『紫羅蘭』『礼拜六』を読む。高学年時には武侠小説、人情本を耽読し、『三国志』『水滸伝』『紅楼夢』は繰り返し通読していた。維廉が11歳のとき母袁氏が亡くなる。連夜慟哭する維廉と対照的に、夜半笑い声をこぼす女系親族たちを目の当たりにした維廉は、このことを契機に不可解な事柄について独自に思索を深めることを始める。また、母の苗字を記念するために、後に筆名を袁犀とする。1931年秋、柳条湖事件に端を発し満州事変が起こる。日本の侵略により瀋陽市は占拠され、維廉は退学を余儀なくされた。実際に日本軍による住民の殺害を目睹した維廉は、彼に最も影響を与えた国語教師の康氏に曽て手紙を書くが、罵倒されて終わった。維廉が12歳の時、独学の末、優秀な成績で瀋陽西関奉天省立第二初級中学に飛び級して入学。この頃、文芸愛好者の同級生と「一角社」を作り、小雑誌の刊行を始める。中二の時に国語教師戴復初に出会う。戴氏は白話で作文をすることを主張した人物であり、当時としては極めて珍しかった。戴氏は維廉に魯迅の『狂人日記』と周作人の『沢潟集』を貸す。この二冊を読んだ維廉は続いて兪平伯の『雑拌児』や郁逹夫の『沈淪』と『懺悔集』を耽読した。この中でも特に郁逹夫を敬愛していた維廉は、郁逹夫の文体を真似る努力をしていた。二学期始まって間も無く、戴氏は腹水により世を去った。新任教師は白話による作文を禁止したため、維廉や白話文が好きな同級生たちは国語教師の入れ替えを学校当局に要求するも、失敗。また、この時期すでに日本人教官も学校にいた。秋に学校で行われた「日本語演説会」で、維廉ともう一人の学生は「日本語の対話」に参加することを日本人教官に強いられたが、打ち合わせ通り壇上で沈黙を五分間貫き通し、日本語使用を拒否する。最終的に二人は大笑いをし始め、日本人教官を怒らせる。この出来事が原因となって維廉は退学させられる。

### 独立自尊への意志
退学後、維廉は独学と自主独立の生活を始める。『漢書』、『史記』から『資治通鑑』、仏経典から『閲微草堂筆記』、『文心彫龍』から『詩品』、『詞綜』など偏りなく様々なジャンルの本を読む。ロシア語の勉強も始める。定期的に読書会を開き、五四運動後の進歩主義の文学書籍の交換閲読を行う。維廉は、日本軍にまだ占領されていない北平で学問をしたいと叔父に言うが、許可をもらえず、半月以上軟禁状態となる。そんな中、友人と仮名郝赫で国事についての議論を書信で交わすが、満州国の書信検閲の警察官にブラックリストに乗せられたことを受け、怒りのあまり友人の孫廣益から十五元借り、その日の夜に北平行きの西行列車に乗る。北平での生活は貧苦を極まり、わずかな手持ち金で貧相な食事をしては街頭を流浪し、泥棒にも目をつけられていた。こうした中、街中で遠い親戚に遭遇した維廉は、知行補習学校に紹介されて三年生として転入。その親戚は瀋陽の家に手紙を送り、家から定期的に生活費が送られるようになった。この頃、同じ寝室の進歩主義の学生徐邁倫の勧めより社会科学系の入門書籍を読むようになる。また、アプトン・シンクレアの『石炭王』、『屠場』、『煤酒』を読み、初めて左傾文学作品に接触する。この時の国語教師は北大の学生で、維廉に『社会意識学大綱』を貸した。維廉はこの本に非常に興味があった。このように社会科学の書籍に強い関心を抱いていたものの、まだ批判能力が培われていなかったほか、『資本論』の内容を理解できなかったことを契機に社会科学の本を読むことを中断し、魯迅、巴金、茅盾、老舎、丁玲の著作を再び読み始める。巴金の『海底夢』と『死去の太陽』、『滅亡』などの小説は彼に不思議な感動を与える。巴金の激情的でロマンティックな精神は維廉の心を強く掴む。魯迅の小説はよく理解できなかったが、その文体に強く惹かれていた。1936年冬に一二・九運動が勃発し、多くの学生が抗日運動に参加する。芸文中学校は学生の遊説を防ぐために校門を閉鎖するが、維廉を含む何人かの学生たちは壁を密かに飛び越え、一二・九運動と一二・一六運動に参加する。学生運動を目の当たりにした袁犀は深く感銘を受け、後に書く長編小説『面紗』に彼の感受したものを反映する。

### 闘病と創作活動の開始
維廉は生れながらにして病弱であった。そのため、生涯気管支痙攣と過敏性喘息と戦うことになる。1937年の冬、気管支喘息が突然再発する。精神的苦痛が日々増し、強烈な頭痛と失眠が二ヶ月間続く。父の要望より満州医大予備科を受け、合格するが、医科大学は8年間在籍してやっと卒業になるほか、日本人学生が三分の二を占めていたことから、維廉は最終的には入学しなかった。そこで維廉は、身体的療養のためにも海岸に近く、温泉がある南満熊岳城農業学校で農業を学ぶことを決意。日々の体調の悪化に悩まされるも文学への情熱を忘れることができなかった。病気は悪化するも、創作意欲は増すばかりであった。12月13日袁犀の筆名で短編小説『領三人』、12月13日に『母と女』を書き上げ、長春出版の『明明』月刊に原稿を送り掲載される。（『明明』月刊は日本人城島舟礼の出資で創業され、稲川朝二路が主編の総合雑誌である。）袁犀の小説に見られる深い愛憎とリアリスティックな描写、及び独特な風格は文壇と読者の間で注目される。1938年2月18日に短編小説『十日間』を『明明』で発表する。その後、半年間続けていた農業学生の生活を終える。これ以降袁犀は学校に行くことはなく、小中高を卒業することはなかった。瀋陽に戻り、12月1日に短編小説『海岸』を『新青年』1月新年号小説にて発表。また、『夜』を書き、『新青年』2月号で発表。こうして、袁犀は若くして生命の依拠するところを文学に見出し、文学創作を生涯に渡って追求した。19歳のときから中国共産党の地下活動に参加。抗日活動に参加する一方で、創作活動も続けた。袁犀の小説の創作傾向は現実主義的で、東北の現実を題材としたものである。10月に『流』を創作する。この作品は東北部農村地帯における不安定な現実生活と尖鋭的な階級闘争を反映する。郷土的風格を持つ文章であり、人物の複雑な内面世界や農民の抑圧された生活とそれに対抗する農民の姿を忠実に描き出した。この作品はのちに中編小説として華北作家協会出版の『森林の寂寞』に収められる。1941年、21歳の袁犀は「何としても、粘り強く生きていく」ことを実現するために、この一年は手を休めることなく創作活動に打ち込んだ。1月31日に『遠い夜空』、2月20日に『泥沼』、4月に『母なるもの』、5月11日に『虫』、8月30日に『人間』、11月16日に『一人の一生』などの短編小説を相次いで書き上げる。3月に高智と結婚する。

### 入獄と生死の境の彷徨い
ハルビン左翼文学事件を機に、多くのマルクス主義文芸活動家が逮捕される。関沫南、陳堤、王則、季瘋などの文学青年が相次いで入獄。袁犀も敵の密偵から追跡されていた。定住の難しさから、瀋陽での活動は難しくなる。また、大連放火団事件が摘発され、袁犀は同志傅岩から放火団の指導部が彼が参加している遠東紅軍情報組織であることを知る。生活が不安定であると同時に、病中で常に逮捕される危険がありながら短編小説を次々と書き上げる。前期創作された短編小説7編を収録した『泥沼』が出版される。本書出版後東北の読者たちに影響を与え、交わり番こに読まれるようになる。そのうち、敵検閲より読むことが禁止された。袁犀は北平に移動し、弟の維剛の家に住む。薬を買うとき、何となく塩素酸カリウムの有無を聞いたところ、うがい薬で売られていることを知り、北平の日本軍用倉庫への放火を計画する。ある日、中国大学を通り過ぎる時、知人李維華に遭遇する。袁犀は彼に宿舎に誘われ、色々と話すうちに袁犀は彼に計画のことを話す。1942年1月13日深夜２時過ぎに袁犀は逮捕される。入獄後、絶え間なく拷問を受ける。爪の間に鉛筆を挟まれたり、麻縄できつく縛られたり、十数人に吐血するまで殴打されるなど散々な目に会う。最後に李維華と対面した時、袁犀は初めて密告者が彼だと知り、怒り狂う。李維華は前々から密偵であった。獄中一ヶ月半の間、冷水を立てなくなるまで何度も浴びさせられ、肺病と喘息は悪化の一途を辿った。昏睡状態となって警察病院で応急手当を受けることもしばしばあった。この間の入獄と死の淵に立った経験は1947年の中編小説『獄中記』に書き込まれた。出獄後、短編小説『廃園』と『露台』を書き、皮肉を込めた言い回しで現実の暗黒面と生活の苦痛を反映する。『露台』では、ある精神病患者の口を借りて以下のように皮肉を言った。
「ニーチェの最も偉大な哲学的著作は文字なき白紙の本だ。人類はゆえにそれを理解できず、唯魂たちのみが理解できる。」
「俗世の中、こんな文字なき本を書き出してはいけない。どの世人が文字なき本なんかを買うんだろうか。魂の前身—世人はほかならぬ稿料のためである！」人物は続けてこう言う。
「空はとても青い！青の所以はそれが世間から離れすぎているからだ。このため、それはとても愉快だ！」

### 日本の芸術家・作家との接触
23歳の袁犀は知人の紹介から日本人出資の新民出版社で文学週刊の編集の仕事を得る。昼間は仕事、夜間は『貝殻』の執筆を行う。編集課長の佐藤原三の仕事の関係から、袁犀は『燕京文学』の日本人左翼画家久米宏一、玉城実と知り合う。久米宏一はまた袁犀に左翼画家の小野澤亘を紹介する。しばらくして、『新進作家集』の編集に携わり、長編小説『貝殻』を第一号として出版。『貝殻』の出版後、読者からの人気を博し、半年内でもう増刷が決まり、合わせて４回の増刷が行われた。また、袁犀は『貝殻』の続編『塩』も書く。『塩』は出版時『面紗』に改名されて出版された。同時に、幾つかの短編小説も出版する。6月に『鎮上の人々』、7月に『森林の寂寞』、8月に『街』、9月に『杖』などを創作。当時の文壇が大きく三つの派閥に分かれていた。そん中、袁犀は自分について紹介した時、こういった。「どの派閥にも属したいと思わない。私はただ創作、創作、創作がしたいだけなのだ。」5月半ば、日本文学報国会が東京で第二回大東亜文学者大会を開催し、作家の林房雄を北平に状況把握のために派遣。三大派閥から均一に代表者を選ぶ。袁犀は派閥外に組織された満日文学視察団の代表として選ばれた。『貝殻』は当時最も長かった小説であったため、第二回大東文学者大会に選考作品として送られた。『貝殻』は日本新感覚派の創始者の作家横光利一の推薦を受けて、副賞を獲得。当時、新民出版社編集課と中国文学研究会の引田春海及び彼が主編の『燕京文学』と仕事上の繋がりがあったため、引田春海は『燕京文学』仲間の中園英助と長谷川宏を袁犀に紹介。引田、中園、長谷川は共に「芸術至上主義派」に属しており、「国家主義派」に対し反感を抱いていた為、『大東亜』という名称に対して反感を抱いていた。その為、引田は『貝殻』を退廃的風俗小説と称し受賞を批判。中園は『貝殻』を受賞前に読み賞賛した。そして、袁犀が『親日派』ではないことに驚いた。袁犀は日本語を絶対使おうとしなかった。日本語は彼にとって敵の言語であり続けた。袁犀は日本への見学団に参加することに同意し、老作家の横光利一、久米正雄と対面し、阿部知二に接待される。阿部知二は彼に小説集『旅人』を贈る。阿部知二が北平に旅行した際には、袁犀が彼を接待した。二人の間に文学を介して、友情が築かれた。阿部知二は東京大学英文学科を卒業して間も無くして文芸活動に参加。新興芸術派新人として文壇をデビューする。しかし、新感覚派と違うところは彼の主知主義的側面である。長編小説『吹雪』では軍国主義に抵抗した自由文人の内心世界を描き出した。袁犀はかつて『文学十日』第一号で『阿部知二北京にて』を発表する。その中で袁犀は以下のように言った。
「文学取材の問題に関して、彼は貴重な意見を言った。‘文学者は決して嘘をつかない。嘘をつかない信念の元で書かれた作品は良い作品である。・・・人間は確かに〈善〉の意志がある。今日の文学者はこうした〈善〉を描き出すべきである。〈善〉の存在は嘘ではない。〈善〉すなわち〈美〉である。そうすると人にとって、文学者の良心も亦自明である。’この日本文学と知性の最高峰の作家については、私はもう彼のことを理解したと言えると思う。」またこうも言った。「私は彼の文章が好きだ。彼の人となりも好きだ。彼の表情に映し出されるどうしようもなさ、そしていくばくかのアイロニカルさが好きだ。」
この「どうしようもなさ、そしていくばくかのアイロニカルさ」は、当時苦悩していた日中の真面目な文学者たちの内面に通じるところがある。

### 反動文人・漢奸のレッテル
『貝殻』が文学賞を取り、日本と華北の政界から集中砲火を浴びる。『貝殻』は内容的に「大東亜」的ではないことから日本から非難を浴びさせられ、「日本と接触」した事実だけで自国から色眼鏡で見られるという進退窮まる状況にいた。当時の受賞後の袁犀は以前よりも収入を得るようになったが、家庭問題で喧嘩が絶えない他、身体的健康の悪化や「大東亜文学賞」獲得の罪悪感からくる精神的ダメージは彼を悩まし続けた。そうした状況を後の袁犀はこう振り返る。「・・・身体が悪い、肺病そして喘息も私の精神を悪くする原因であった。また、秘密の監視も受けていた。道中を歩く際、誰も私に目をくれず、他人を巻き沿いにしてしまうことを恐れて、私から挨拶するのも億劫になっていた。そうした重圧の中、内心の痛みは生活上の痛みの何千万倍にも及んだ。私はただひたすら書いた。趣味から書く一方で、純粋の文学的精神活動は私に自分、そして環境のことを忘れさせてくれる。当時は純粋に文学中の状態に浸っていた。・・・」こうした苦痛の状況を少しでも緩和するために、袁犀は本も濫読していた。中国語で買えない新書は日本語で読み、分からなくとも強引に読みきろうとした。フランスやロシアの多くの小説は日本語で読んだ。また、古代インドのシッダールタについての小説を書くために仏典や古書も読む。インド的な苦行者の姿に自分を重ねていた。しかしながら、書いている途中にヘルマン・ヘッセの『シッダールタ』を読み、書くのを諦める。佐藤原三は袁犀をこう説得した。「釈迦について書くのはもっと歳いってからにした方が良い。二十三、四歳はサッカーをする年頃だ！」この時の袁犀はまだ23歳であった。24歳の時、『塩』と『凍りついた海』をそれぞれ『中国文学』と『中国公論』で発表。続いて短編小説『暗春』、『絶色』、『赤ドレス』を書き上げる。夏に華北作家協会が彼の短編小説集『森林の寂寞』を出版。（1939年5月から1943年7月の短編小説が収められている。）この年、第三次大東亜文学者大会から大会参加への招待状がきたが、身体の不自由を口実に辞退した。『貝殻』の続編『面紗』を書き上げ、新民出版社で出版。休む暇なく、三編の短編小説を書き上げる。文昌書店で『時間』を出版。7月に『創作季刊』の編集で、ライターの姚錦と出会う。27歳の時、農民の偉大な土地改革運動を反映させた『網と土地と魚』と『馬の歴史』を書き上げるが、初めて筆名問題にぶつかる。『東北文学』の一人の編集者が、「袁犀」は満州国政権（偽満）で使われていた筆名だから変えた方が良いと助言する。そこで、馬双翼に筆名を変える。偽満作家のリストに「袁犀」が載っていた。10月中にずっと会いたかった作家蕭軍と知り合う。11月新陽区に移動後、カール・リープクネヒトの発言を目にしたことを機に、正式に筆名を李克異（中国語のリープクネヒトは李卜克内西）に変える。この筆名には非無産階級の思想を克服するという意味が込められている。

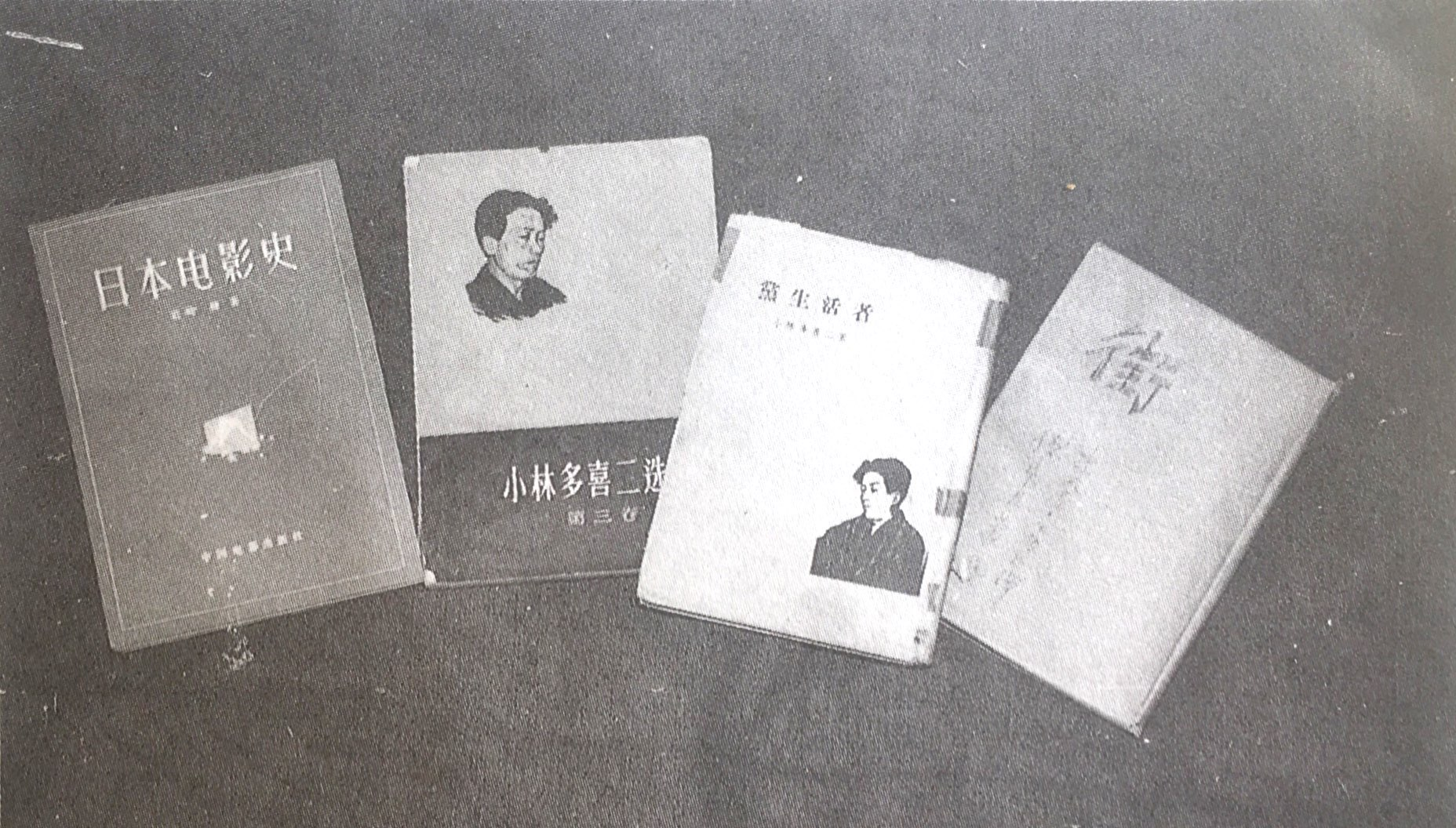
李克異が翻訳した日本書籍

### 姚錦との再婚から死までの活動

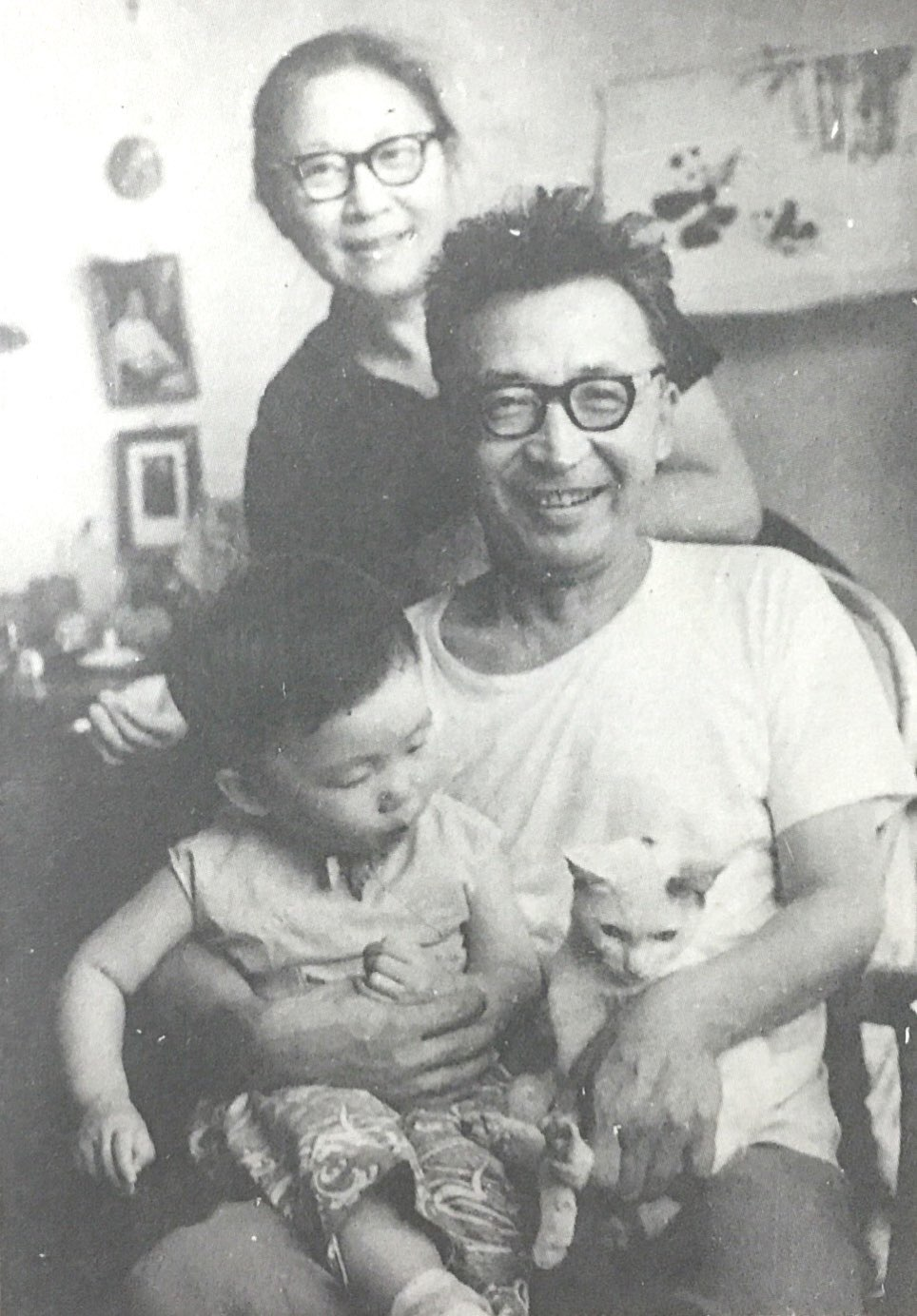
1978年夫人姚錦と友人の娘と撮った写真（広州珠江映画宿舎にて）

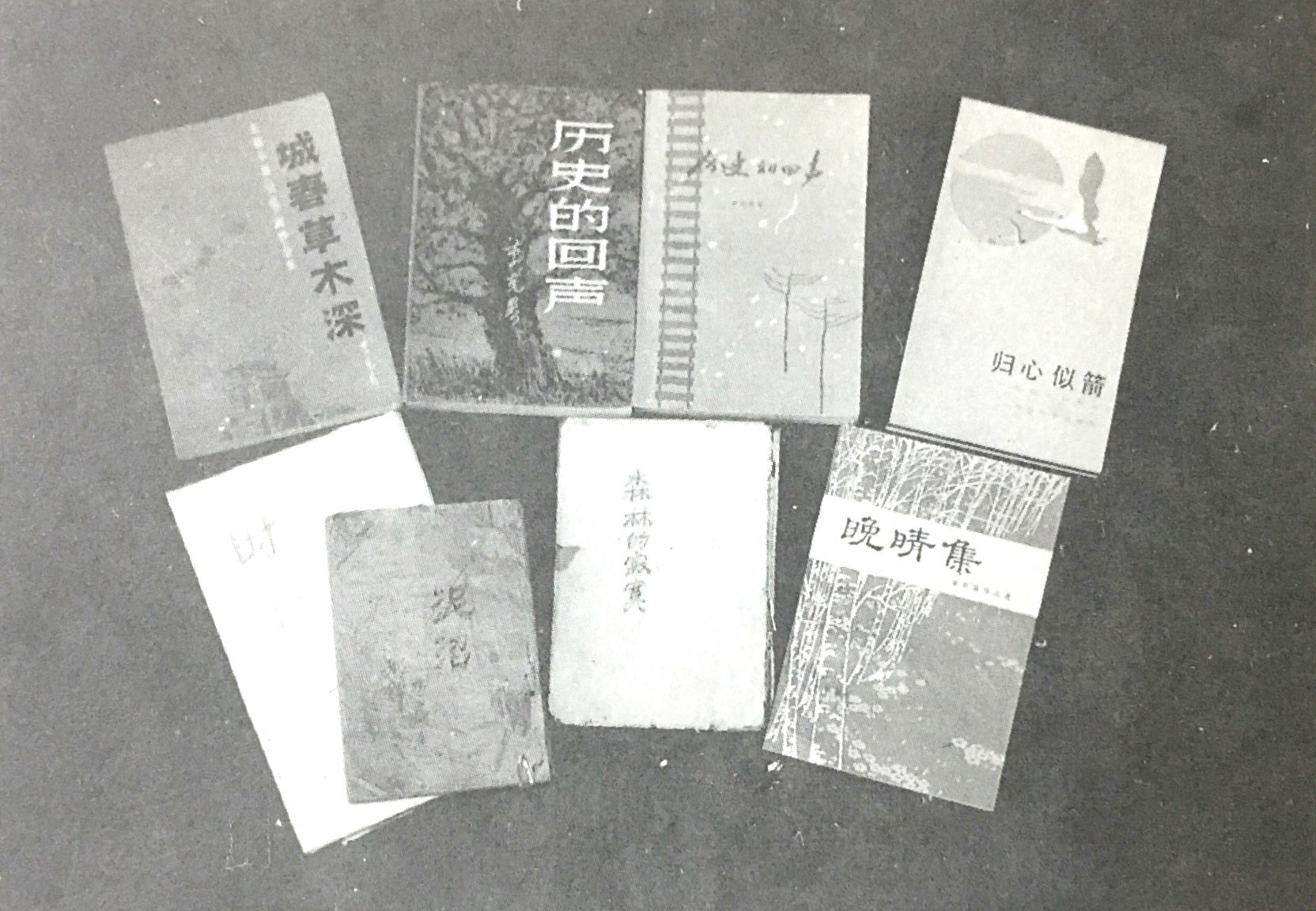
李克異（袁犀）の著作

31歳のとき、高智と離婚。そして、32歳の時に姚錦と再婚し、生涯ともに過ごした。この頃から、出版社の仕事の傍で翻訳にも手を出すようになる。最初に翻訳したのが、小林多喜二の作品で、『党生活者』を年末に訳し終えた。続いて外文出版社の王振仁と合同で徳永直の『街』を翻訳。この頃も、文壇から色眼鏡で見られていた。『新観察』の編集部が彼に炭鉱の特写に関して書くことを頼んだ際、筆名を変えるように助言する。なぜかと聞くと、彼はこう答えた。「文藝界では誰もが李克異が袁犀であることを知っている。あなたの文章が載ると、皆あなたを軽蔑するだろう。日本書籍の翻訳なんかもってのほかだ。日本書籍を翻訳するなんて、もっと軽蔑されるだけだ！」また、1957年6月後に反右翼運動が席巻し、克異（袁犀）も目の敵にされる。11月14,15日『遼寧日報』が作家協会主導に書かれた反右翼文章を発表。題名は『東北地区文藝戦線上の闘争』。そのうち第三部分の‘徹底的に反動的漢奸の文化思想を粛清する’では、袁犀を資本主義階級の扇動者（つまり、漢奸）と断定し、批判を加える。しかしながら、仕事関係の仲間や上司の多くは袁犀の歴史を精査した結果、非常に信頼を置いていたため、袁犀は安心して編纂活動等を行なっていた。1958年4月5日、娘の元元が出生する。1959年から1960年の時まで、克異と姚錦は広東省委員会の宣伝部門の紹介から広東省珠江映画製作所文学部で編集責任者として従事する。鄭成功が台湾の領土奪還の脚本を起草したり、『向秀麗』の脚本を創作したりした。また、北平における抗日活動を題材に、『飛雪迎春』を書き上げる。ハ一映画製作所文学部の招待を受け、ハ一映画製作所で脚本『楊靖宇』を書く。彼は東北家郷の住民への愛に浸り、東北抗日連軍への敬愛を胸に日々寝食を忘れて仕事に従事する。『楊靖宇』は四稿書き、なべて四十万字。脚本への評価は総じて高かった。1961年の日記では、次のように言っている。「楊靖宇の燃え上がる英雄の炎は、私の魂に火をつけ、再び灯してくれた。私は自信を持てた。私はまだ書けるのだ！」

また、1962年7月に映画協会の孟広釣に応えるために、岩崎昶の『日本映画史』の翻訳に従事。さらに、一週間の時間で脚本『帰心矢の如し』を書き上げる。しかし、季節の関係で撮影が一時中止した。1966年、文革『十六条』が頒布され、洛陽の街頭で書籍の焼却も行われていたため、克異はいち早く蔵書を保護することを考えて、全書籍を洛陽図書館に寄付した。この頃、喘息の併発症として肺気腫が発症したり、肺性心に罹るなど病気が相次いで克異を襲った。ある時危篤状態になるが、政治工作幹部の伝言から病院は治療することを拒む。妻姚氏が当番している東北同郷の医者に再三懇願の末、やっと克異に点滴をうつなどの対処を行った。退院後、水野亮によって翻訳されたバルザックの『農民』を翻訳。1972年から1974年の間、彼は珠江映画製作所に仕事の分配を要求するも、結果は実らず。逆に誹謗中傷を受けていた。そして、彼は空き時間を使って、前々から書くことを決めていた140万字の四部構成の長編小説を書くことを始める。題名は『不朽の人民』。第一部は1976年に完成。退院入院を繰り返しながらも創作を続けた。四人組の逮捕につれて、抑圧されていた社会的状況が改善される中、呉南生は克異が自己を奮興させて、歴史を題材とした長編小説を創作したことを知り、珠江映画製作所を頼りに李克異の居場所を突き止めようとした。こうして克異の『不朽の人民』は注目され、第一部の出版が決定する。出版社は北京青年出版社と広東人民出版社の両方から同時に出版することになった。第一部の編集は、中国青年出版社の招待より、付属の創作部屋で行われるようになる。毎日深夜二時まで編集を続ける中、第二部の創作に向けた情景や人物の構想も考えていた。彼は出版社の編集部に『長編小説『人民』について思うこと』を書いた。そこで次のように言った。「文学は厳粛な作業であり、そのために代価を支払う価値がある。文学芸術は創作と同義語・・・私は一律の千遍にまた一遍を付け加えることはしたくない。」同じ頃、『帰心矢の如し』は再び撮影に入る。電報から原稿の催しが相次いで来る中、昼は葱油餅一つだけを口にし、休むことなく時間の最大限を執筆に費やした。5月26日午後2時から4時の間に改稿中に突然脳溢血に襲われ、世を去った。題名『不朽の人民』は克異が最終的に苦慮の中考えた『歴史の回声』に変更されて、1981年に中国青年出版社と広東人民出版社で同時出版された。また、李克異の死からわずか１年の1980年に映画『帰心矢の如し』が全国放映となり、香港及び国際の映画祭に出品される。1983年8月1日、『帰心矢の如し』の脚本は見事第一回中国人民解放軍文芸賞を獲得する。

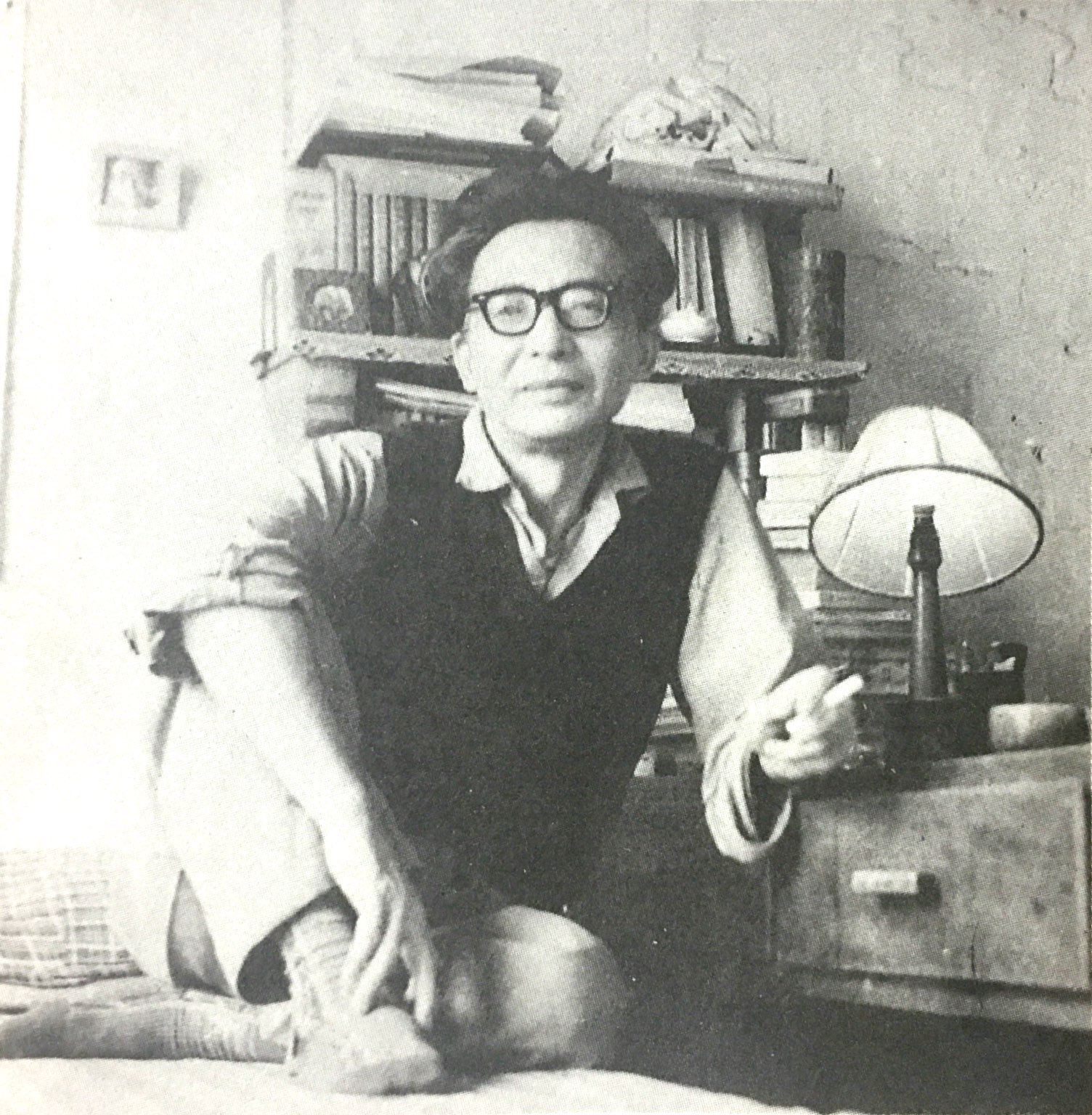
52歳の李克異

## 略年譜
- 1919年-中華民国奉天省瀋陽県（現・遼寧省瀋陽市）に出生する。
- 1927年-奉天省立第一小学校に入学し、勉学に励む。
- 1930年-児童書よりも文学週刊誌『礼拜六』や『紫羅蘭』を読むようになる。同時に『三國志』や『水滸伝』、『紅楼夢』も耽読する。
- 1931年-母袁氏が逝去。維廉は連夜ひどく泣き悲しんだ。同時に「人」に対して思索を巡らすようになる。
- 1932年-優秀な成績で瀋陽西関奉天省立第二初級中学校に飛び級入学する。文芸愛好のクラスメイトと「一角社」を組織する。
- 1933年-日本語演説会の壇上で沈黙を貫き、退学となる。
- 1934年-北平に一人だけで赴き、自主独立の生活をする。知行補習学校に入学する。
- 1936年-北平唯一の自由主義学校（ヘレン・パーカースト提唱のドルトン・プランに基づく芸文中学）に入学する。一二・九運動に参加する
- 1937年-芸文中学校に通いながら、執筆の練習を怠らなかった。当時の進歩的な新聞『北平新報』に一篇だけ載る。満州医科大学（現・中国医科大学）に合格するが、諸事情から入学を諦め、南満州熊岳城農業学校で農学を学ぶ。
- 1938年-抗日地下活動に参加し始める。同時に短編小説の執筆を着々と進める。
- 1941年-短編小説『遠い夜空』、『泥沼』、『母なるもの』、『虫』、『人間』、『一人の一生』を相次いで書き上げる。高智と結婚する。
- 1942年-入獄。度重なる拷問より生と死の狭間を彷徨う経験をする。息子の李瑞が出生。出獄後『廃園』と『露台』を執筆。
- 1943年-『貝殻』の執筆と出版。日本の左翼画家や作家と知り合う。さらに短編小説『鎮上の人々』、『森林の寂寞』、『街』、『豚の物語』、『杖』を相次いで書き上げる。中園英助や阿部知二などとも知り合い、文学交流をする。『貝殻』が大東亜文学賞副賞を獲得。
- 1944年-短編小説『暗春』、『絶色』、『赤いドレス』を書き上げる。『貝殻』の続編『面紗』を書き上げる。
- 1945年-群力社で雑誌の編集活動を行う。息子李悦が出生。
- 1946年-元広東省省長の陳郁に樺南県の副県長に任命されるが、自粛して工作隊での仕事に残った。
- 1947年-短編小説『網と土地と魚』と『馬の歴史』を書き上げる。作家の蕭軍と知り合う。
- 1948年-新陽区で教育部が設立。袁犀は教育部長に指名され、７つの小学校、200名の教員の管理を任される。
- 1951年-高智と離婚。ルポタージュ『不朽の人』を『人民日報』で発表。
- 1952年-姚錦と結婚。ルポタージュ『畏れ無き戦士』、『宿営車』を定期刊行物『新観察』で発表。
- 1953年-小林多喜二『党生活者』の翻訳を行う。
- 1955年-『自己反省』と『杜甫詩注記』を執筆するが、紛失し保存されていない。
- 1958年-娘元元が出生。ハ一映画製作所から招待を受け、『楊靖宇』の脚本を書き始める。
- 1961年~1963年-脚本『楊靖宇』を書き上げる。『日本映画史』の翻訳。脚本『帰心矢の如し』を書き上げる。
- 1967年~1975年-長編『不朽の人民』を書き始める。危篤状態となり入院治療を行う。
- 1979年-『不朽の人民』第二部以降の執筆中に脳溢血で亡くなる。